# ماهیچه‌های شانه‌مانند
با ماهیچه شانه‌ای اشتباه نشود.

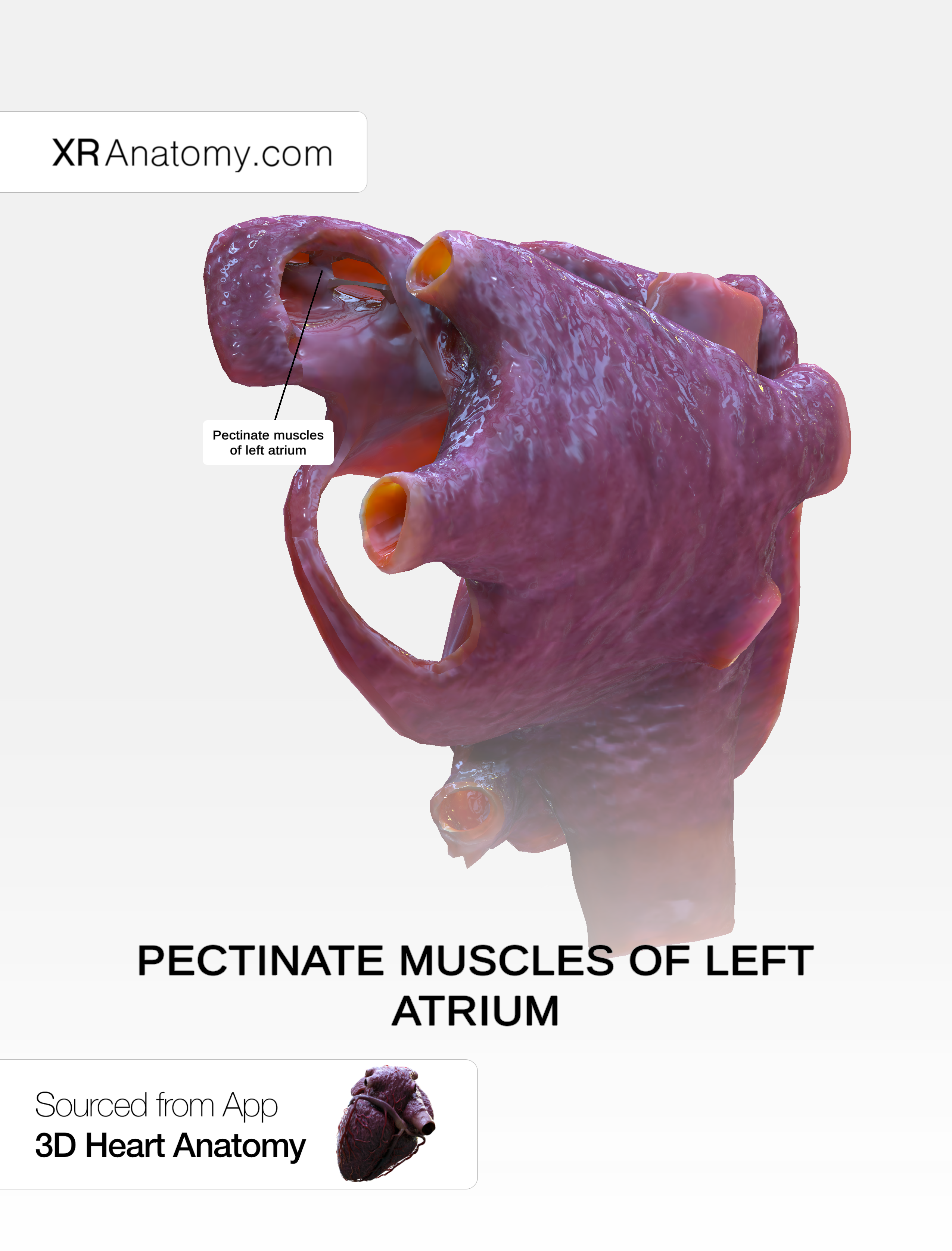

ماهیچه‌های شانه‌مانند یا عضلات پکتینه (انگلیسی: Pectinate muscles) برجستگی‌های عضلانی موازی در دیواره‌های دهلیز قلب هستند.
ماهیچه‌های شانه‌مانند در سطح قدامی دیواره‌های دهلیز راست و چپ و گوشک‌های مربوط به آنها یافت می‌شوند. آنها تقریباً میله‌های موازی ماهیچه‌ای هستند که در جهت قدامی-جانبی قرار دارند.

## ساختار
در پشت ستیغ (ستیغ پایانی) دهلیز، سطح داخلی صاف است. ماهیچه‌های شانه‌مانند بخشی از دیواره جلوی این، یعنی دهلیز را تشکیل می‌دهند.
در دهلیز قلب، ماهیچه‌های شانه‌مانند به سطح داخلی زائده دهلیزی آن محدود می‌شوند. آنها معمولاً کمتر و کوچکتر از دهلیز هستند. این به دلیل تکوین رویان انسان دهلیزها است که دهلیزهای واقعی هستند. برخی منابع می‌گویند که ماهیچه‌های شانه‌مانند در افزایش قدرت انقباض بدون افزایش قابل توجه توده قلب مفید هستند.
ماهیچه‌های شانه‌مانند دهلیزها با تورتیغه‌های زورقیtrabeculae carneae که در دیواره‌های داخلی هر دو بطن یافت می‌شوند، متفاوت هستند. ماهیچه‌های شانه‌مانند از ستیغ پایانی منشأ می‌گیرند.

## نام
ماهیچه‌های شانه‌مانند به دلیل شباهتشان به دندانه‌های شانه، مانند تورینه‌پوش، به این نام خوانده می‌شوند.